# Losing Sleep (Parachute)
Losing Sleep è il primo album in studio del gruppo musicale statunitense Parachute, pubblicato il 19 maggio 2009.
L'album è stato anticipato dai singoli She Is Love e Under Control.

## Tracce
1. All That I Am – 4:16
2. Back Again – 3:04
3. She (For Liz) (scritto da John Shanks) – 3:07
4. The Mess I Made – 3:51
5. She Is Love – 2:26
6. Ghost (scritto da Nate McFarland) – 3:41
7. Under Control – 3:55
8. Blame It on Me (scritto da Dan Wilson) – 3:25
9. Words Meet Heartbeats (scritto da Chris Keup) – 3:17
10. The New Year – 4:14
11. She Is Love (Full Band Version) – 3:05

Tracce bonus edizione Deluxe
1. Be Here – 3:54
2. Losing Sleep – 3:42
3. All That I Am (Acoustic Version) – 3:32

Tracce bonus Amazon MP3
1. Stuck in the Middle – 3:49

Traccia bonus iTunes
1. Strange World – 3:47